# Isabella Aguilar
Isabella Aguilar (Roma, 2 gennaio 1979) è una sceneggiatrice italiana.

## Biografia
Per il cinema ha scritto il film sentimentale Dieci inverni diretto da Valerio Mieli, il thriller In fondo al bosco diretto da Stefano Lodovichi, il dramma/thriller The Place diretto da Paolo Genovese, il musical Un'avventura diretto da Marco Danieli, il dramma soprannaturale Il primo giorno della mia vita diretto da Paolo Genovese. Per la televisione è creatrice e autrice, tra le altre, della serie televisiva family Tutto può succedere, delle serie Crime Drama Pezzi Unici e Grand Hotel, del teen drama Original Netflix Baby e di Luna Park, altra serie Original Netlfix ambientata negli anni Sessanta. 

## Filmografia parziale

### Cinema
- Dieci inverni, regia di Valerio Mieli (2009)
- Italo, regia di Alessia Scarso (2014)
- In fondo al bosco, regia di Stefano Lodovichi (2015)
- Il ghetto di Venezia. 500 anni di vita, regia di Emanuela Giordano - documentario (2015)
- The Place, regia di Paolo Genovese (2017)
- Un'avventura, regia di Marco Danieli (2019)
- Il primo giorno della mia vita, regia di Paolo Genovese (2023)
- Follemente, regia di Paolo Genovese (2025)

### Televisione
- I Cesaroni – 2 episodi (2012)
- Un medico in famiglia – 2 episodi (2013)
- Benvenuti a tavola – 4 episodi (2012-13)
- Grand Hotel – 4 episodi (2015)
- Tutto può succedere – 7 episodi (2017)
- Baby – 6 episodi (2018)
- Pezzi unici - 7 episodi (2019)
- Luna Park - 6 episodi (2021)
- Califano - film TV (2024)